# Mandailles-Saint-Julien
Pour les articles homonymes, voir Mandailles et Saint-Julien.
Mandailles-Saint-Julien est une commune française, située dans le département du Cantal en région Auvergne-Rhône-Alpes

## Géographie

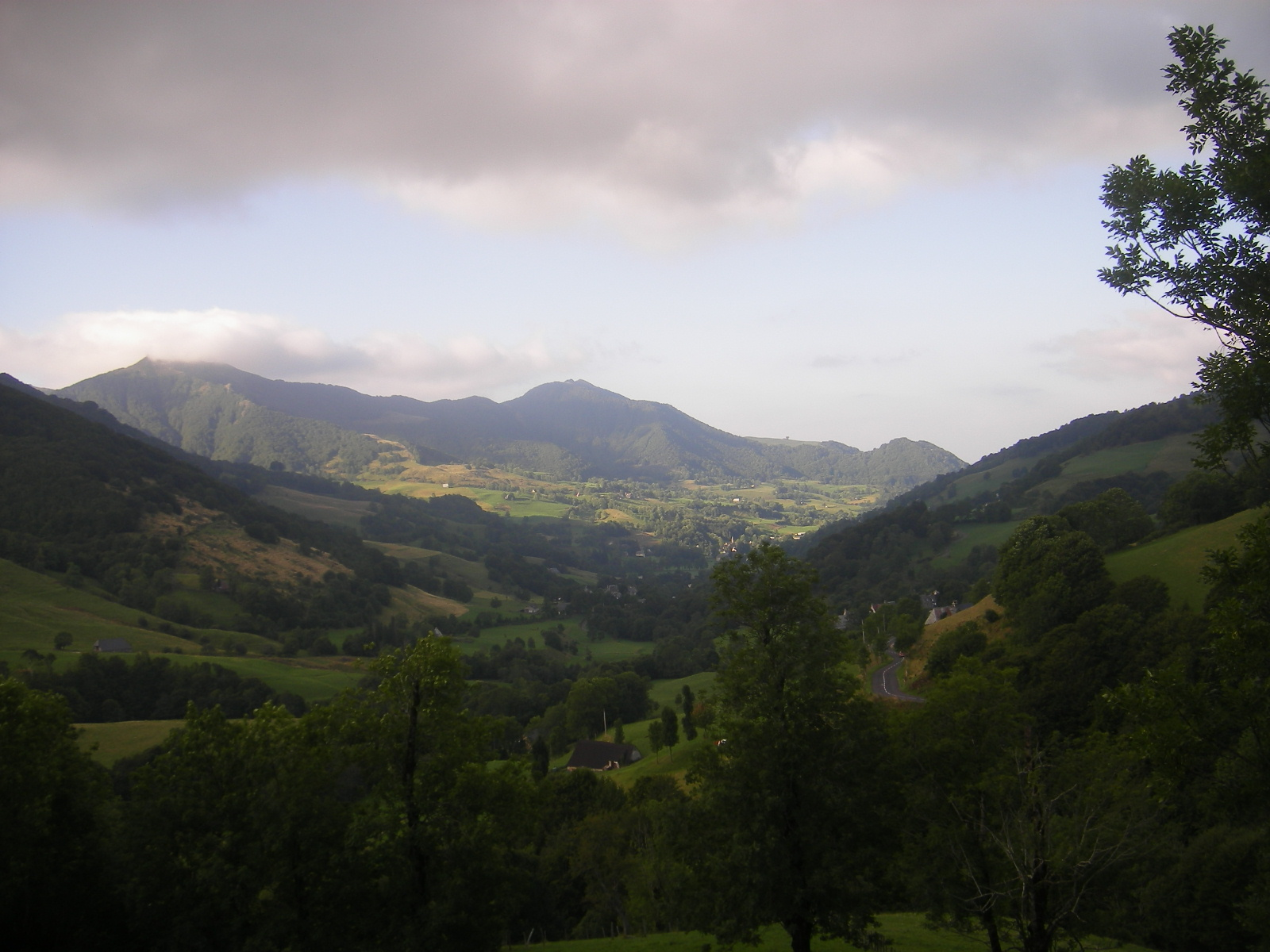
La vallée de Mandailles.

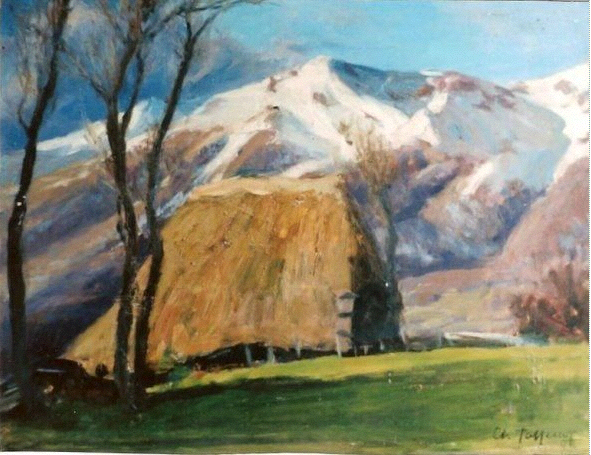
Chaumière ou buron au village de Raymond, peinture de Charles Jaffeux.

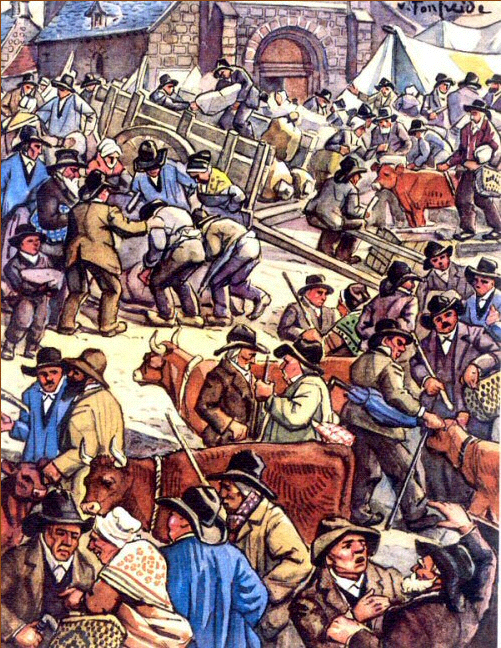
La foire de Mandailles par Victor Fonfreide.

La commune occupe le haut de la vallée de la Jordanne au cœur du cirque de Mandailles. Elle est entourée par le puy de Bassierou, Cabrespine, le Piquet, le puy Chavaroche, le puy Mary, le Pourtaou (aussi appelé Brèche de Roland), le puy de Peyre-Arse, le puy Bataillouse, le puy Griou, le Grinou, l'Usclade et l'Élancèze.

### Communes limitrophes
Les communes limitrophes sont  Laveissière, Lavigerie, Le Claux, Le Falgoux, Saint-Cirgues-de-Jordanne, Saint-Jacques-des-Blats, Saint-Projet-de-Salers et Thiézac.

### Villages et hameaux de la commune

#### Les alentours de Mandailles
Son bourg avec le Mas, le Bardugué, le Massoubro, Louradou, Larmandie, Fournal, Fournol, Lasteyrie, Liadouze, Benech, Raymond, Revel, Rudez, Lajarrige, Lacoste.

#### Les alentours de Saint-Julien
Son bourg, Laboudie, le Felgeadou, Aubusson, la Garnerie, Tralabre, Anterieux, le Curadit, le Salès, Perruchez, Laveissière, Lesveissière, Lestival, le Champ, la Reveilladie.

### Voies de communication et transports
On y accède par trois routes départementales :
- la D 17, qui part d'Aurillac, traverse la vallée de la Jordanne pour rejoindre le pas de Peyrol au pied du puy Mary. Cette route est une voie d'accès vers Le Falgoux, Dienne, Cheylade. Pendant la période hivernale elle est fermée à la circulation ;
- la D 46, de courte distance, qui relie la Croix de Cheules, intersection de cinq destinations, la route des crêtes, Velzic, Saint-Cirgues-de-Jordanne, Marmanhac ;
- la D 317, trait d'union entre les vallées de la Jordanne et de la Cère, plus particulièrement, Mandailles et Saint-Jacques-des-Blats. Elle passe par le col du Perthus au pied de l'Élancèze. Jusqu'en 1979, ce n'était qu'un chemin vicinal reliant les villages de Larmandie et de Fournol, mais aussi divers pacages et montagnes de la commune. Après l'étude des Ponts-et-chaussées et le financement du conseil général du Cantal, la D 317 fut construite par étapes, rendant les communications beaucoup plus faciles entre les deux vallées.

La commune est composée de deux bourgs principaux, Saint-Julien-de-Jordanne (893 mètres) et Mandailles (924 mètres) ; mais également de plusieurs villages, hameaux et lieux-dits s'échelonnant sur le flanc des montagnes. (Voir Villages et hameaux de la commune)
Suivant la départementale 17, la Jordanne la traverse. La rivière prend sa source sur les hauteurs de la commune, plus précisément au col de Cabre. La Jordanne passe Mandailles et Saint-Julien laissant une trace à son toponyme.

### Climat
Pour des articles plus généraux, voir Climat d'Auvergne-Rhône-Alpes et Climat du Cantal.
En 2010, le climat de la commune est de type climat de montagne, selon une étude du CNRS s'appuyant sur une série de données couvrant la période 1971-2000. En 2020, Météo-France publie une typologie des climats de la France métropolitaine dans laquelle la commune est exposée à un climat de montagne ou de marges de montagne et est dans la région climatique Ouest et nord-ouest du Massif Central, caractérisée par une pluviométrie annuelle de 900 à 1 500 mm, maximale en automne et en hiver.
Pour la période 1971-2000, la température annuelle moyenne est de 7,7 °C, avec une amplitude thermique annuelle de 15,7 °C. Le cumul annuel moyen de précipitations est de 1 680 mm, avec 14,7 jours de précipitations en janvier et 9,2 jours en juillet. Pour la période 1991-2020, la température moyenne annuelle observée sur la station météorologique de Météo-France la plus proche, sur la commune du Claux à 11 km à vol d'oiseau, est de 8,4 °C et le cumul annuel moyen de précipitations est de 1 515,7 mm,. Pour l'avenir, les paramètres climatiques de la commune estimés pour 2050 selon différents scénarios d'émission de gaz à effet de serre sont consultables sur un site dédié publié par Météo-France en novembre 2022.

## Urbanisme

### Typologie
Au 1er janvier 2024, Mandailles-Saint-Julien est catégorisée commune rurale à habitat très dispersé, selon la nouvelle grille communale de densité à 7 niveaux définie par l'Insee en 2022.
Elle est située hors unité urbaine. Par ailleurs la commune fait partie de l'aire d'attraction d'Aurillac, dont elle est une commune de la couronne,. Cette aire, qui regroupe 85 communes, est catégorisée dans les aires de 50 000 à moins de 200 000 habitants,.

### Occupation des sols
L'occupation des sols de la commune, telle qu'elle ressort de la base de données européenne d’occupation biophysique des sols Corine Land Cover (CLC), est marquée par l'importance des forêts et milieux semi-naturels (68,2 % en 2018), en diminution par rapport à 1990 (73,1 %). La répartition détaillée en 2018 est la suivante : 
forêts (42,5 %), prairies (28,1 %), milieux à végétation arbustive et/ou herbacée (25 %), zones agricoles hétérogènes (3,7 %), espaces ouverts, sans ou avec peu de végétation (0,8 %). L'évolution de l’occupation des sols de la commune et de ses infrastructures peut être observée sur les différentes représentations cartographiques du territoire : la carte de Cassini (XVIIIe siècle), la carte d'état-major (1820-1866) et les cartes ou photos aériennes de l'IGN pour la période actuelle (1950 à aujourd'hui).

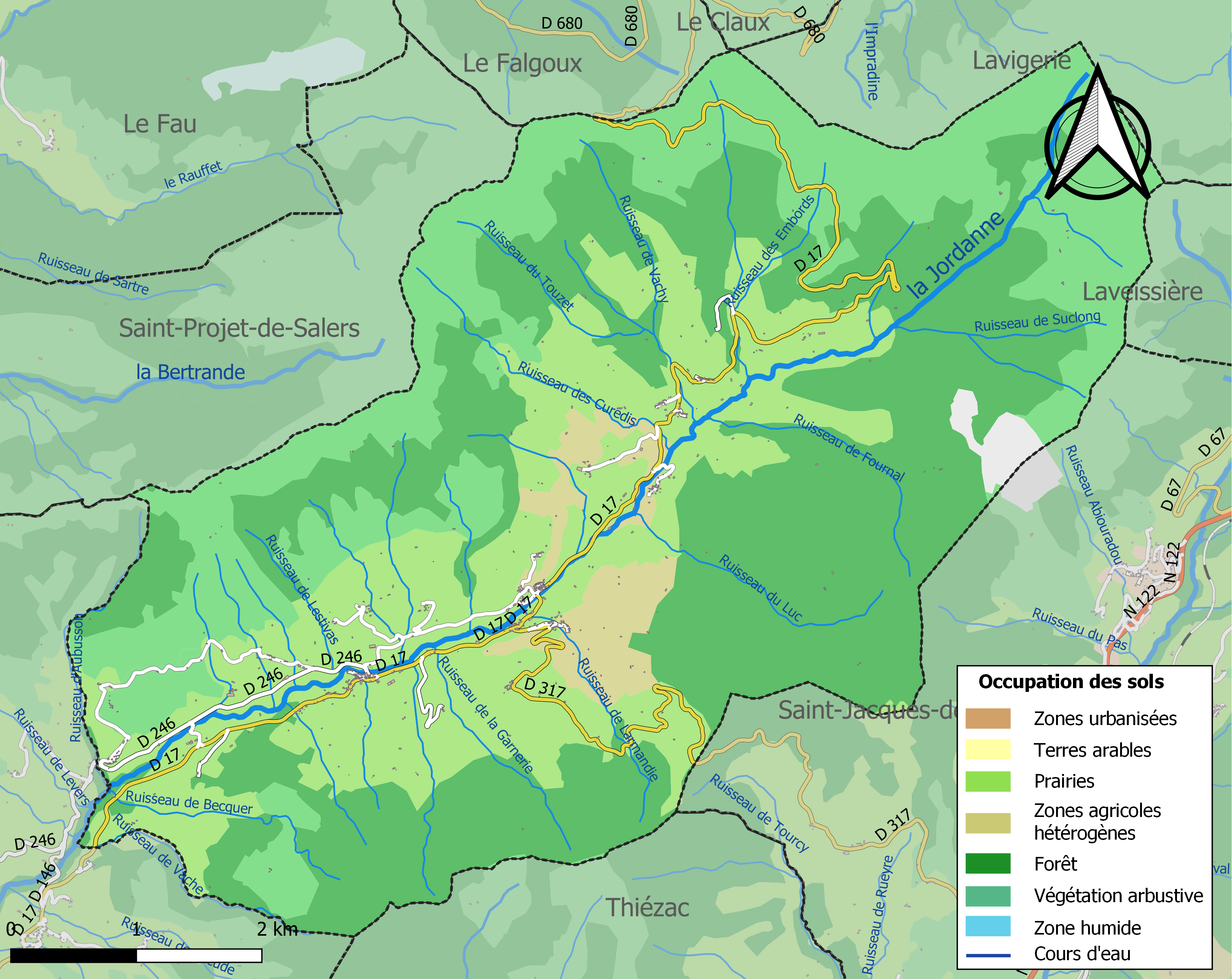
Carte des infrastructures et de l'occupation des sols de la commune en 2018 (CLC).

### Habitat et logement
En 2018, le nombre total de logements dans la commune était de 264, alors qu'il était de 282 en 2013 et de 261 en 2008.
Parmi ces logements, 34,4 % étaient des résidences principales, 53,7 % des résidences secondaires et 11,8 % des logements vacants. Ces logements étaient pour 93,6 % d'entre eux des maisons individuelles et pour 6,4 % des appartements.
Le tableau ci-dessous présente la typologie des logements à Mandailles-Saint-Julien en 2018 en comparaison avec celle du Cantal et de la France entière. Une caractéristique marquante du parc de logements est ainsi une proportion de résidences secondaires et logements occasionnels (53,7 %) supérieure à celle du département (20,4 %) et à celle de la France entière (9,7 %). Concernant le statut d'occupation de ces logements, 82,6 % des habitants de la commune sont propriétaires de leur logement (80,2 % en 2013), contre 70,4 % pour le Cantal et 57,5 pour la France entière.
| Typologie                                               | Mandailles-Saint-Julien | Cantal | France entière |
| ------------------------------------------------------- | ----------------------- | ------ | -------------- |
| Résidences principales (en %)                           | 34,4                    | 67,7   | 82,1           |
| Résidences secondaires et logements occasionnels (en %) | 53,7                    | 20,4   | 9,7            |
| Logements vacants (en %)                                | 11,8                    | 11,9   | 8,2            |

## Toponymie
Le toponyme de Mandailles a évolué du latin vers le français : Mandalhas (1522) ; Mandalhies (1573) ; Mandalias (1608) ; Mandailles-en-Jordanne (1612) ; Mandalhes-en-Jordaine (1621) ; Mandales-en-Jourdanne (1631) ; Mandailh (1633) ; Mandailhes (1652) ; Mandailhe-ez-Jourdanne (1655) ; Mandailhe (1677) ; Mandaille (1712) ; Mandelhes (1756) 
En auvergnat, l'ancienne langue régionale qui était parlée localement son nom était Mandalhos en graphie mistralienne, Mandalha en écriture auvergnate unifiée et Mandalhas e Sant Julian en graphie classique.

## Histoire
La commune de Mandailles-Saint-Julien est relativement récente. Elle a vu le jour le 1er décembre 1972 par arrêté préfectoral, fusion des anciennes communes de Mandailles et de Saint-Julien-de-Jordanne. Ce village de Saint-Julien était lui-même un démembrement récent de la commune voisine, puisque c'est le 5 juillet 1844, que la commune de Saint-Cirgues-de-Jordanne avait perdu la section cadastrale de Saint-Julien qui avait été érigée en commune distincte sous le nom de Saint-Julien-de-Jordanne.
Mais la paroisse de Mandailles est très ancienne puisqu'elle est attestée au XIIe siècle ; son prieuré relevait de l'abbaye d'Aurillac.
Le territoire de la commune est en grande partie constitué d'exploitations agricoles, plus particulièrement l'élevage de bovins et quelques rares productions laitières. Pendant très longtemps, le revenu principal de ces exploitations était la production fromagère ; la fabrication du cantal. Le cirque de Mandailles est tavelé de nombreux burons plus ou moins entretenus témoins de cette aire prospère.
Sur la commune, il y a aussi un domaine forestier important composé de bois de hêtres, de frênes et de quelques chênes, du milieu desquels on voit sortir les rochers les plus gigantesques. Ces bois sont gérés depuis peu de temps (années 60-70) par les Eaux et Forêts. Avant cette période, aucune gestion n'était mise en place, laissant au pillage par la population. Les plus beaux arbres étaient coupés et utilisés à la construction de divers bâtiments (habitations ou granges) ou comme bois de chauffage.

### Les cahiers de doléances de 1789
À Mandailles, le 14 mars 1789, les habitants mentionnent qu’il est nécessaire de regarder la paroisse comme la plus malheureuse de la province par la situation, puisqu’elle se trouve située auprès du col de Cabre, l’une des montagnes les plus hautes de l’Auvergne. Les habitants ont besoin du quart de la récolte pour subvenir aux besoins de leur famille. Les hivers y sont longs et il y tombe une grande quantité de neige.
Ils font part de la taxation inégale entre les paroisses situées en plaines et Mandailles qui se trouve au milieu des montagnes accidentées.
L’isolement est mis en avant. Il est fait part à la plainte du manque de communication et l’éloignement aux villes, Aurillac et Murat, qui se trouvent à sept ou huit heures de marche. Cet éloignement et les chemins bordés de précipices pénalisent le déplacement vers les foires de ces deux cités.
Aussi, ils se plaignent des visites rituelles des représentants des eaux et forêts qui affligent des contraventions pour des coupes illégales de bois. Les habitants revendiquent le nécessaire pour se chauffer.
Il est souligné le fait de privilèges octroyés à certains ou certaines familles anonymes.
Ils demandent une bourse consulaire à la juridiction consulaire d’Aurillac qui est trop longue à rendre justice pour faire payer les ventes des bestiaux et autres objets commercés.
Le territoire de Saint-Julien-de-Jordanne était une parcelle de la paroisse de Saint-Cirgues-de-Jordanne jusqu’à 1844.
À Saint-Cirgues, les doléances ont été couchées le 12 mars 1789. Les habitants mentionnaient la lourdeur des taxes et l’inégalité entre la basse et la haute Auvergne. Aussi, l’inégalité des richesses entre certains. Ils rapportent le vœu du rétablissement du siège à Aurillac qui serait plus commode pour les prévôtés de Maurs et de Mauriac, au lieu de Saint-Flour où il est obligatoire de traverser les montagnes pour s’y rendre.

### Querelle des inventaires
Le 30 janvier 1906, à 14 heures, à Mandailles s'est tenu l'inventaire des biens dépendants de la fabrique paroissiale de Mandailles, cela dans le cadre de la loi portant séparation des Églises et de l'État de 1905. Le sous-inspecteur de l'enregistrement et des Domaines d'Aurillac, le nommé Maurice Hybry, était chargé de cette mission étatique comme d'autres fonctionnaires des contributions indirectes ou des Domaines sur l'ensemble du département du Cantal. Il est accueilli par le maire, Joseph Cheylus et le desservant de la paroisse, le curé Baival. Les hommes pénètrent dans l'église aux fins de procéder à l'estimation des biens et bâtiments. Le trio entrait dans le lieu de culte, qu'un groupe d'une quarantaine d'habitants du village se présente au fonctionnaire. En tête de ce cortège, Monsieur Réveilhac, marguillier, se trouvant être le président du conseil de fabrique. Il souhaitait remettre une lettre de protestation au sous-inspecteur du Domaine, ce dernier l'informe que sa protestation est illégale, mais consent la prendre compte tenu de l'instruction formelle du rédacteur. Dans certaines communes du Cantal, plusieurs des fonctionnaires d'État ont dû requérir à la Force publique pour procéder à l'inventaire, voire le préfet dut réquisitionner un détachement du 139e RI d'Aurillac pour forcer les habitants d'une commune à quitter les lieux. À Mandailles, l'ambiance était tendue mais cordiale. Par exemple, le curé ne s'opposait pas à l'inventaire mais faisait acte de présence, restait passif, répondait aux questions du fonctionnaire et refusait de signer le procès-verbal et toutes mentions portées à l'acte. Malgré ce contexte, Monsieur Réveilhac consentait à céder l'église à la commune, à la condition que cette dernière ne puisse en tirer un profit quelconque et il n'y soit pratiqué à l'exclusivité que le culte catholique. Celui-ci était très impliqué dans la communauté paroissiale. Lors de la construction de l'église Saint-Laurent en 1900 sur l'ancienne église, il avait cédé une partie du terrain, mais il se résignait, forcé par la Loi. Nous pouvons imaginer la richesse de la commune de Mandailles à cette époque, car l'inventaire dura plusieurs jours. Plus de cent ans après cet épisode historique, le village de Mandailles rivalise la commune de Mandailles-Saint-Julien par l'intermédiaire de la commission syndicale chargée des biens sectionnaux, particularité auvergnate. La commune ne peut utiliser, céder les biens de la section de Mandailles sans l'aval de la commission. Et quand bien même, la commune ne pourrait en faire profiter le village de Saint-Julien-de-Jordanne.

### Pendant la Seconde Guerre mondiale
La commune se trouvait en zone non occupée par les troupes allemandes, jusqu'en novembre 1942. Gonflés par les réfractaires du STO (service du travail obligatoire), des groupes de maquisards occupaient les montagnes de Mandailles et de Saint-Julien.

## Politique et administration

### Administration municipale
Après la fusion des deux communes, la mairie fut instituée à Mandailles, au sein d’un bâtiment unique avec l’ancienne école. À Saint-Julien est également présente une bâtisse unique regroupant les anciennes mairie et école. Sur les façades, les inscriptions des institutions républicaines rappellent aux souvenirs.

Aujourd’hui les deux cours d'école sont silencieuses. À Saint-Julien les enfants ont rejoint Mandailles en 1987 pour être définitivement transférés à Lascelle vers 2005.
Au Mas, il est permis d'observer l'ancien bureau des postes, une maison à étage, propriété de la commune, supportant en façade une plaque émaillée qui rappelle l'ère des PTT. En même temps que l'instituteur, le receveur a déserté le village. Très longtemps un agent des postes, du bureau distributeur de Lascelles, effectuait l'accueil du bureau, puis au fil du temps c'est devenu une permanence de deux après-midi par semaine. En 2004-2005, Mandailles n'a pas échappé à la restructuration de La Poste. Après cette fermeture, l'unique épicerie du village se charge de gérer l'agence postale.
Après son élection en mars 2001, le conseil municipal de l'époque propose son adhésion à la communauté d'agglomération du bassin d'Aurillac (CABA) qui fut rapidement acceptée.
Le mode d'élection par « sections » en mars 2008 a été contesté, un pourvoi en Conseil d’État a été rendu le 15 mai 2009,  réformant la décision du tribunal administratif de Clermont-Ferrand (Puy-de-Dôme) du 3 juin 2008 qui confirmait la décision de monsieur le préfet du Cantal de comptabiliser les voix par sections, la forme n'étant pas respectée.
En 2010, la mairie a été transférée dans le château de Chaylus après une rénovation totale des lieux et abandonnant à son triste destin la bâtisse du XIXe siècle.

### Liste des maires

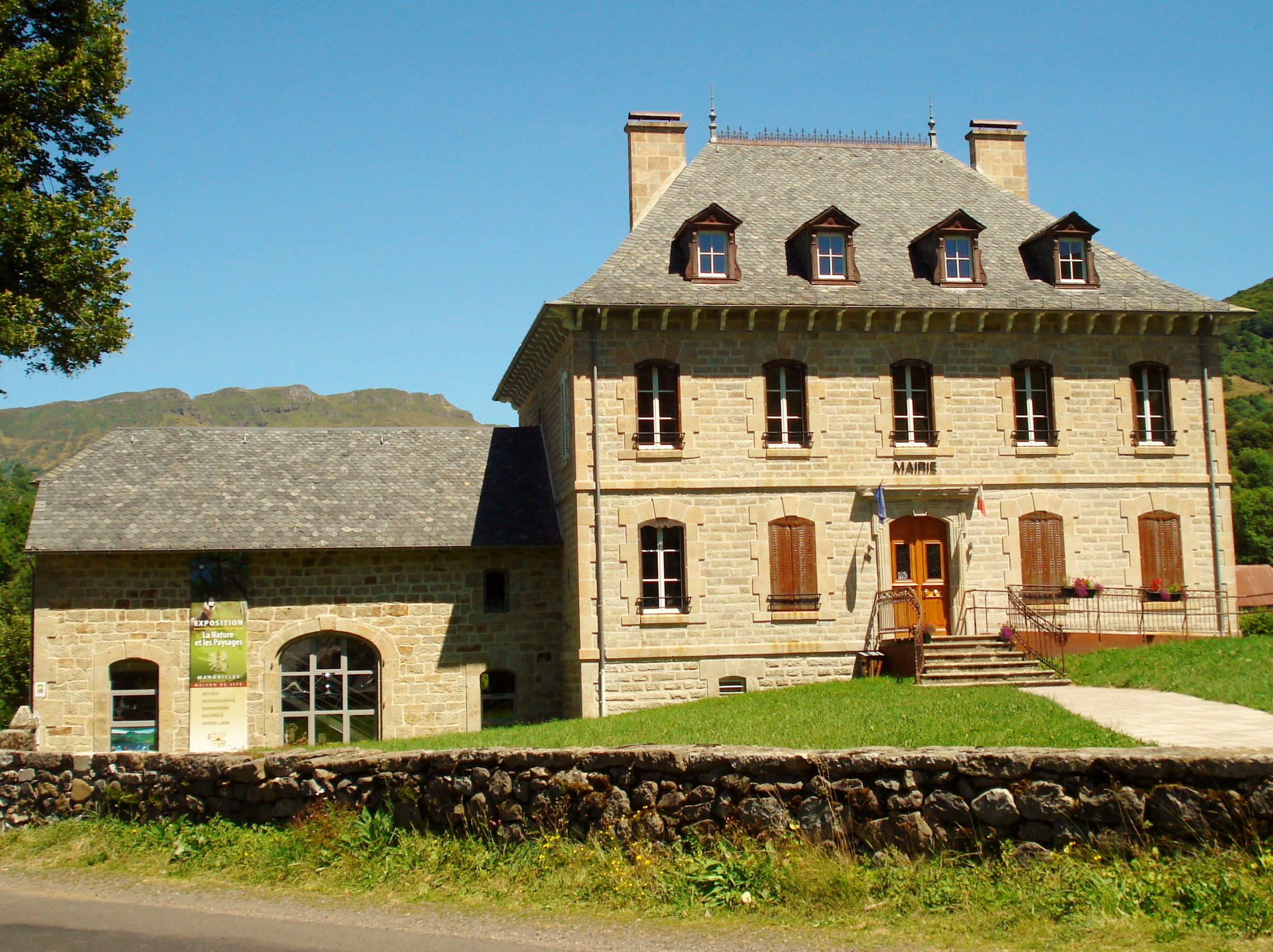
La mairie de Mandailles en 2012.

| Période | Période  | Identité               | Étiquette | Qualité |
| ------- | -------- | ---------------------- | --------- | --- |
| 1972    |          | Jean-Marie Bonal       |           | Restaurateur |
|         |          | Robert Loubeyre        |           | Fonctionnaire |
|         |          | Huguette Mager         |           | Restaurateur |
|         |          | Claude Delteil         |           | Restaurateur |
|         |          | Joseph Toire           |           | Enseignant |
|         |          | Michel Delrieu         |           | Exploitant agricole |
| 2001    |          | Gérard Fournet         |           | Retraité SNCF |
| 2005    | 2008     | Jean-Marc Clavairolles |           | Technicien laitier |
| 2008    | 2014     | Henri Lantuéjoul       | SE        | Médecin à la retraite |
| 2014    | En cours | Philippe Fabre         | UDI       | Enseignant à la retraite Conseiller départemental du canton de Vic-sur-Cère Vice-président du conseil départemental du Cantal |

## Population et société

### Noms des habitants
Les habitants de la commune n'ont pas vraiment de gentilé. Tout du moins en français, car en patois, à Mandailles, ce sont les Mandaillaïres et à Saint-Julien Les pèsquos lune, [en français Les pêcheurs de lune]. Ce nom leur vient d'une particularité de leur village: en effet, la Jordanne traverse le bourg et forme sous le pont une petite retenue [en patois une gourgue], et la nuit tombée, la lune se réfléchit dans l'eau, on dit qu'elle est pêchée.

### Émigration
Aux XVIIIe et XIXe siècles, la population émigre vers Paris et vers l'Espagne, se livrant principalement à l'industrie des métaux (chaudronnerie, dinanderie) et à l'hôtellerie, ce qui apportait dans la commune, plus particulièrement à Mandailles, une certaine aisance. Des familles du village de Mandailles, avaient comme habitude d'envoyer leurs fils vers Saint-Étienne pour exercer les professions de poêlier, tôlier ou fumiste. Cette activité leur permettait d'acquérir une certaine aisance financière afin de reprendre l'activité agricole de la famille en entreprenant les constructions de leur habitation et bâtiments agricoles. Les communes de Lascelle et Saint-Cirgues-de-Jordanne sont aussi l'exemple de ces « coutumes ». Par exemple, originaire du village de Mazieux, sur la commune de Lascelle, Guillaume Philip, né en 1815, fils de cultivateur, qui s'est expatrié à Lyon pour exercer la profession de poêlier et revenir au pays pour reprendre et embellir les terres de son père Michel mort en 1834. Le caveau de Guillaume Philip au cimetière de Saint-Cirgues-de-Jordanne est bien la preuve de sa réussite sociale.
Lors de promenades dans le bourg et les villages de Mandailles, il est fréquent d'observer de magnifiques bâtisses. Un exemple est donné par l'imposante maison située à l'entrée du village du Mas, que les habitants appellent « le château de Cheylus » (cf. photographie ci-après), du nom de la famille qui en était propriétaire jusqu'à la fin des années 1990, une des familles les plus anciennes de la commune. Les archives de l'état-civil montrent la présence d'ancêtres à l'époque de la Révolution. Aujourd'hui, la fameuse bâtisse est devenue la mairie et "la maison du site du Puy-Mary".
Jean Ajalbert, dans un de ces livres de 1893, raconte sa visite dans la vallée de la Jordanne. D'ailleurs, il dit aller « chez les ferrailleurs ».

### Coutumes
Pendant des décennies, transmise de génération en génération, une certaine rivalité existait entre les habitants de Mandailles et de Saint-Julien-de-Jordanne. Cela se passait comme dans une scène de La Guerre des boutons, les plus anciens peuvent en raconter les péripéties. Ainsi, les enfants des deux villages se réunissaient au couvent de Mandailles pour apprendre le catéchisme, et à la sortie, ceux des enfants qui étaient Mandaillaïres raccompagnaient à coups de cailloux Les pèsquos lune jusqu'au pont de la Garnerie, ancienne limite des deux communes. Aujourd'hui, cette animosité est bien éloignée. Cependant, le conseil municipal se garde bien d'oublier ces coutumes, et il a soin de nommer un adjoint au maire dans chaque village et de veiller à une équité dans ses prises de décision.
Pendant très longtemps, les hivers rudes faisaient de la vallée de la Jordanne un cul-de-sac. Isolés plusieurs mois de toute communication, les habitants de la commune prenaient un tempérament méfiant. En 1789, les habitants de Mandailles se plaignaient de l'isolement au milieu des montagnes et la distances aux villes d'Aurillac et Murat qui se trouvait à 7 à 8 heures de marche sur des chemins bordés de précipices (cf § "Histoire" supra).
D'autres traditions persistent. Ainsi, la commune compte deux églises, une à Mandailles et l'autre à Saint-Julien. Lorsqu'un habitant s'éteint, aussitôt que la nouvelle est connue, le bourdon de sa paroisse est sonné. Ensuite, chaque jour, jusqu'à sa mise en terre et au plus haut des montagnes, les cloches à toute volée se font entendre. Encore après la Seconde Guerre mondiale, si le défunt était chef d'une exploitation agricole, non seulement les hommes faisaient le deuil, mais également aussi tous les animaux du domaine : les vaches de la ferme se voyaient ôter le battant de leurs sonnailles ; et les abeilles enfermées dans leur ruche voilée d'un crêpe noir.
Comme beaucoup de provinces de France, est en usage un patois local, le dialecte carladézien. Malheureusement, cette "langue" n'est plus parlée couramment que par les habitants issus de la génération d'avant-guerre (1940). Au fil du temps, elle a perdu de son usage courant pour être largement comprise par les plus jeunes. Ce dialecte est voué à disparaître car plus usité.

### Démographie
L'évolution du nombre d'habitants est connue à travers les recensements de la population effectués dans la commune depuis 1793. Pour les communes de moins de 10 000 habitants, une enquête de recensement portant sur toute la population est réalisée tous les cinq ans, les populations de référence des années intermédiaires étant quant à elles estimées par interpolation ou extrapolation. Pour la commune, le premier recensement exhaustif entrant dans le cadre du nouveau dispositif a été réalisé en 2006.

En 2022, la commune comptait 174 habitants, en évolution de −6,95 % par rapport à 2016 (Cantal : −1,08 %, France hors Mayotte : +2,11 %).
| 1793 | 1800 | 1806 | 1821 | 1831 | 1836 | 1841 | 1846 | 1851 |
| ---- | ---- | ---- | ---- | ---- | ---- | ---- | ---- | ---- |
| 850  | 701  | 844  | 854  | 824  | 803  | 745  | 710  | 681  |

| 1856 | 1861 | 1866 | 1872 | 1876 | 1881 | 1886 | 1891 | 1896 |
| ---- | ---- | ---- | ---- | ---- | ---- | ---- | ---- | ---- |
| 671  | 657  | 636  | 603  | 566  | 560  | 592  | 635  | 602  |

| 1901 | 1906 | 1911 | 1921 | 1926 | 1931 | 1936 | 1946 | 1954 |
| ---- | ---- | ---- | ---- | ---- | ---- | ---- | ---- | ---- |
| 569  | 561  | 514  | 460  | 455  | 421  | 414  | 386  | 355  |

| 1962 | 1968 | 1975 | 1982 | 1990 | 1999 | 2006 | 2011 | 2016 |
| ---- | ---- | ---- | ---- | ---- | ---- | ---- | ---- | ---- |
| 351  | 284  | 450  | 363  | 276  | 226  | 203  | 194  | 187  |

| 2021 | 2022 | - | - | - | - | - | - | - |
| ---- | ---- | - | - | - | - | - | - | - |
| 177  | 174  | - | - | - | - | - | - | - |

En 1874, Mandailles et Saint-Julien comptaient presque 1 100 habitants. Comme l'ensemble du département du Cantal, ces deux communes ont connu une forte émigration. Surtout vers Paris, gonflant le contingent des Auvergnats de Paris, pour une période saisonnière puis définitive ne revenant au pays que pour chercher femmes et époux, mais réexpédiant enfants au sein de la famille nourricière jusqu'à leur adolescence.
Au début du siècle, et jusqu'après la Seconde Guerre mondiale, toutes les maisons sont habitées. Les écoles regroupaient chacune plus de 50 enfants et un couple d'instituteurs.
La Première Guerre mondiale n'a pas épargné ces deux villages. Les monuments aux morts, supportant leur triste liste, debout au bord de la départementale appellent à son souvenir.
Le « baby boom » d'après guerre redonne un regain à la population, mais cette génération quitte Mandailles et Saint-Julien pour s'installer, en majorité, dans le bassin d'Aurillac.
En 2011, ne demeure plus qu'une génération née des années 1930 à 1940.
Il est déplorable de remarquer la majeure partie des maisons fermées. En période hivernale, où « l'ecir » souffle, des hameaux sont désertiques. En effet, un tiers des habitations sont occupées en permanence. Le reste sont des biens de famille, conservés par un héritier, qui n'ouvrent leurs volets qu'aux mois de juillet et août. Aussi, de nombreuses bâtisses sont des maisons secondaires ou gîtes ruraux.
En chiffre : De 1999 à 2010, la commune compte sept ménages en moins, soit une diminutions de 7 % et une baisse de 23 habitants, soit 10 % de moins.
À titre d'exemple, au village de Larmandie, le recensement du 9 mai 1891 faisait ressortir 96 habitants et 25 habitations et ménages. Début 2020, il y a 6 à 7 habitants.

## Économie
L’activité principale de la commune est agricole, comme le département du Cantal. Ce sont de petites exploitations de montagne de moins de 50 hectares, au cœur de la production allaitante nationale. Si plus de la moitié ont une production allaitante, à peine 15 % produisent du lait, et rares sont les producteurs de fromage de Cantal.
À préciser que 10 % de la surface de la commune sont voués à l’estive. En effet, il est dommage de constater des exploitations, autrefois en activité, devenues des montagnes de transhumances en période estivale.
La crise agricole et le terrain accidenté rendent l’activité difficile. La majorité des exploitations subviennent à leur production grâce au différentes aides. En l’occurrence, les Contrats Territoriaux d’Exploitation signés par un tiers, l’aide à l’installation de jeune agriculteur, et surtout les indemnités compensatoires de handicaps naturels.
L’autre activité est liée au tourisme. Le site naturel du cirque de Mandailles et le classement en Grand site du Puy Mary attirent le touriste d’été. Nombreux sont les randonneurs à sillonner les différents parcours balisés. Les quelques chambres des deux hôtels, les campings et gîtes de la commune redonnent regain à la commune.
Depuis quelques années, il existe une piste de ski nordique qui se trouve  au Grand-Tournant  sur les hauteurs de la commune. Cette piste permet de rejoindre la station de  Super-Lioran . Malheureusement, l'activité de cette piste est réduite.
En 2006, était mise en place une ligne de transport public par la communauté d'agglomération du bassin d'Aurillac, transportant majoritairement des écoliers. Jusqu'à la fin des années 80-90, existaient les lignes d'autocars MAGNE et PECHAUD. Ces lignes étaient le cordon ombilical avec Aurillac.

## Culture locale et patrimoine

### Lieux et monuments
- Église Saint-Laurent
- Cascade de Liadouze